# 169

169(백육십구)는 168보다 크고 170보다 작은 자연수다.

## 수학
- 합성수로, 그 약수는 1, 13, 169다. 진약수의 합은 14이므로, 169는 부족수다.
- 13번째 제곱수(132)다. 앞의 제곱수는 144, 다음은 196이다.
- 8번째 중심있는 육각수다. 앞의 중심있는 육각수는 127, 다음은 217이다.
- 피타고라스 삼조의 빗변의 길이이다. ({\displaystyle 119^{2}+120^{2}=169^{2}})[a]
- {\displaystyle 169=13+17+19+23+29+31+37}
  - 연속하는 소수(素數) 7개의 합으로 나타낼 수 있으며, 이 성질을 지닌 앞의 수는 143, 다음 수는 197이다.
- {\displaystyle 169=5^{2}+12^{2}}
  - 연속하는 두 오각수의 제곱합으로 나타낼 수 있으며, 이 성질을 지닌 앞의 수는 26, 다음 수는 628이다.
- {\displaystyle 22^{3}-1}은 169로 나누어떨어진다.

## 과학
- NGC 169: 안드로메다자리 방향에 있는 막대나선은하.

## 교통
- 국도 제169호선
  - 일본 169번 국도: 나라현 나라시에서 와카야마현 신구시까지 이어지는 일본의 국도.
  - 미국 169번 국도(영어판): 오클라호마주 털사에서 미네소타주 버지니아까지 이어지는 미국의 국도. 69번 국도의 보조 노선이다.
- 기타 도로
  - 현도 제169호선

## 군사
- U-169(영어판): 제2차 세계 대전에 사용된 나치 독일의 군용 잠수함.

## 문화유산
- 대한민국의 국보 제169호: 청자 양각죽절문 병
- 대한민국의 보물 제169호: 문경 봉암사 삼층석탑
- 대한민국의 사적 제169호: 창녕 영산 석빙고 (해제)[b]

## 방송
- 지니 TV의 쿠키건강TV 채널 번호.
- B tv 케이블의 키즈톡톡 플러스 채널 번호.

## 기타
- 연도: 169년, 기원전 169년